# زنامنسک، اوبلاست آستراخان
شهر زنامنسک، اوبلاست آستراخان (به روسی: Знаменск) در کشور روسیه و در اوبلاست آستراخان واقع شده‌است. این شهر در گذشته کاپوستین یار نام داشت.

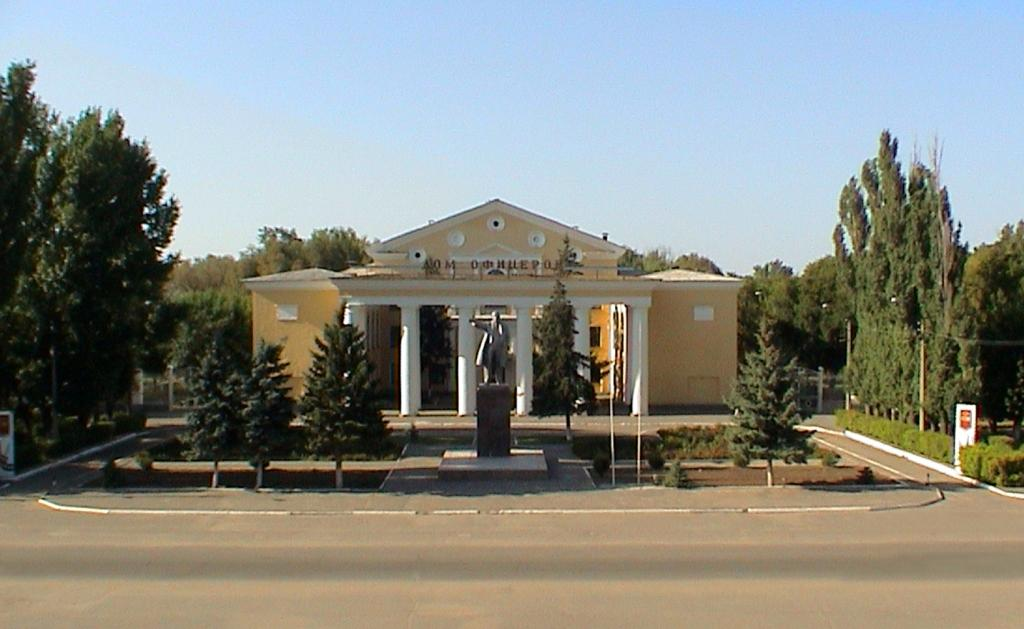